# 絕不低頭

《絕不低頭》，天地圖書出版社版本，1998年出版

《絕不低頭》為台灣武俠小說家古龍的晚期作品，背景類似民初或是戰後的上海，為現代槍戰小說，但是富有俠義之風，算是古龍小說中的特例；常被誤會為于志宏的作品《手槍》（此書雖為于志宏作品，但是于志宏請古龍寫序自道為早期作品並希望掛名出版，所以常誤以為是古龍作品）的續集，或是同一本書（《手槍》一書常也作《手槍‧槍手》，同樣書名問題也出在此書上），然兩本為毫無相關之書。1973年、1978年漢麟出版。

## 故事大綱
少女波波（其父親姓趙，故推測為趙波波）為了尋父和找尋未婚夫羅烈而進入大城。途中遇上黑社會地下交易，因為天真且多管閒事，而捲入紛爭，之後黑豹出現打敗眾人與黑道頭子喜鵲而救走波波。波波才發現黑豹竟是小時候兩個玩伴（另一人是羅烈）之一，黑豹是大城中勢力最大的金二爺最得力的助手。
之後黑豹替金二爺除掉了許多黑白道上的反對勢力，其中認識了高登，高登的武功算是黑豹以外最好的。後來金二爺以外最大勢力喜鵲向金二爺挑戰，金二爺在前往談判中，被黑豹與高登合力除掉（僅將他關起來），原來喜鵲就是黑豹，黑豹早就暗自壯大勢力，而金二爺因當上老大後逐漸驕傲而人心皆去，之後黑豹成為新一代老大，但其心狠手辣，加上忘恩負義，許多功臣被殺，宛如第二個金二爺，其中最強的高登自然被視為眼中釘而也被除掉。另外波波在黑豹照料下，逐漸忘記羅烈而愛上黑豹，黑豹自幼就喜歡波波，但是處處輸給羅烈，是以心狠手辣，逼婚不成，便在波波面前折磨金二爺，原來金二爺竟是波波的父親趙大爺，然後將波波打入地牢。
而羅烈當時在德國因當時外國人鄙視中國人而誣其殺人而將他打入監獄，但是羅烈小時候雖然天真、一板一眼，現在卻是心機極重、足智多謀的狠腳色，在黑豹當上老大而逐漸鬆懈時，羅烈在獄中仍有辦法聯絡外人而在城中樹立勢力，沒多久羅烈出獄（比黑豹的情報早了一個月），馬上返回大城，發現自己最好的手下高登死於黑豹之手；後來黑豹與羅烈碰面，羅烈仍裝作兒時般的無能，但是黑豹仍在宴席上暗計要殺他，沒想到現場的人具都是羅烈手下，黑豹自己則因忘恩負義而眾叛親離。
最後黑豹與羅烈決鬥，黑豹打遍天下無敵手的絕技「反手道」（甚至對方有槍都可以迅雷不及掩耳的速度打敗對方），是小時候羅烈發明的。但是黑豹仍是佔了上風，眼看羅烈就要被打死時，波波卻逃出地牢，導致黑豹分心，而被羅烈打成殘廢，最後波波發現羅烈變了，更發現自己原來深愛著黑豹，於是央求羅烈放了黑豹，兩人最後回鄉。

## 主要人物
- 黑豹：書中主角，自幼與波波、羅烈為玩伴，暗戀波波，但是處處不如羅烈，心中存在有自卑感，所以外表裝的冷酷無情。入都市後，其反手道可以在對方拔槍前打倒對方，甚至連書中日本柔道冠軍都輸給他，靠著高超的武藝而逐漸得到金二爺的信任，卻私底下暗結黨羽，自稱「喜鵲」與金二爺反抗，與高登除掉金二爺後成為都市新老大，但是其自卑感導致對誰都不信任而自我意識極高，宛若另一個金二爺而失了人心，最後被返國的羅烈決鬥因波波的出現而分心導致殘廢回鄉。
- 趙波波：天真無邪的少女，為了尋找也入都市的未婚夫羅烈而進城，卻因多管閒事而捲入黑道紛爭，得黑豹相救後，安排在黑豹的住處。之後雖然逐漸忘卻羅烈，但還是拒絕了黑豹，而遭到黑豹報復而關進地牢。最後逃出地牢正好碰上羅烈與黑豹的決鬥，而害黑豹分心，這才發現羅烈變了，更發現自己深愛著黑豹，於是求羅烈放他們二人回鄉。
- 羅烈：黑豹、波波小時玩伴，因為一板一眼而被稱作「小法官」，發明了絕技「反手道」，之後成為律師遠赴德國。在德國因外國人歧視中國人而被誣殺人入獄，獄中卻靠著廣大人脈而逐漸在黑豹所在之城樹立勢力，在黑豹錯誤情報的前一月出獄返國，發現得力助手高登死於黑豹隻手，於是在一個月中暗中將黑豹的黨羽納為己用，最後與黑豹一戰，雖然趨於下風卻因黑豹分心而獲勝，但是羅烈也變了，是不是也變得跟黑豹、金二爺一樣呢？

## 次要人物
- 金二爺：城中黑道頭子之一，靠著黑豹一一除掉與自己結盟的盟友後一躍成為都市黑道首領。但是城中另一勢力喜鵲讓他芒刺在背，前往喜鵲的途中遭孤立而被黑豹除去，原來金二爺就是波波入城打拼的父親趙大爺，之後黑豹在波波面前折磨金二爺，金二爺也不得好死。
- 高登：羅烈的好友，武藝高強、槍法極準，答應與黑豹合作除去金二爺，但是精明的他最後仍死於黑豹之手。

## 小說目錄
1. 大都市
2. 黑豹
3. 大亨
4. 手槍‧槍手
5. 火拼
6. 濺血‧暗鬥
7. 喜鵲
8. 報復
9. 針鋒
10. 怪客
11. 突變
12. 殺機
13. 血腥
14. 扭轉

## 改編作品

### 絕不低頭
- 1977年
- 邵氏
- 導演：華山
- 製片：蔡讕
- 主演：劉永（飾羅烈）、宗華（飾黑豹）、苗可秀（飾波波）

### 一無所有
- 1989年
- 上海電影製片廠
- 導演：江海洋
- 主演：申軍誼（飾羅烈）、袁苑（飾黑豹）